# La Gimond
La Gimond là một xã trong tỉnh Loire miền trung nước Pháp.